# 六甲基磷酰胺
六甲基磷酰胺（HMPA）为无色液体，是一个常见的含磷非质子极性溶剂。

## 制取
六甲基磷酰胺由二甲胺和三氯氧磷反应制得，反应的副产物为三氯乙烯。

## 应用
一般溶解聚合物、气体和有机金属试剂时常采用HMPA作溶剂。有机锂化合物与HMPA作用时，其聚合结构容易发生解聚，从而使反应加快。这主要是因为用HMPA作溶剂时，负电荷的氧原子端会与阳离子发生作用，发生溶剂化，与金属离子发生络合得到稳定。
HMPA、吡啶和MoO5反应可生成MoO5·Py·HMPA·(MoOPH)，一个含过氧结构的钼配合物。它是一个有机合成中很有用的氧化剂，可以将羰基的α-氢氧化为羟基（不一定是C-H键），也可以氧化烯、砜等化合物。也可用来移除官能团变成为羰基化合物
二碘化钐的还原反应以及钾或钠还原多环芳烃的反应中，很多都是在六甲基磷酰胺溶剂中进行的。HMPA不仅对阳离子具有稳定作用，还可以加速电子的转移，溶解反应物，活化碳负离子和烯醇酯。有时它也可作为催化剂、二甲胺化试剂或反应物。
由于被怀疑具有致癌性，作为溶剂，它的应用受到限制，目前有被高极性、低毒、高沸点的N,N'-二甲基咪唑啉酮和1,3-二甲基丙撑脲所代替的趋势。